# Zhang Xiaoping
Zhang Xiaoping (en chino: 張小平; Xilinhot, 1 de abril de 1982) es un deportista chino que compitió en boxeo. Participó en los Juegos Olímpicos de Pekín 2008, obteniendo una medalla de oro en el peso semipesado.

## Palmarés internacional
| Juegos Olímpicos | Juegos Olímpicos | Juegos Olímpicos | Juegos Olímpicos |
| Año              | Lugar            | Medalla          | Categoría        |
| ---------------- | ---------------- | ---------------- | ---------------- |
| 2008             | Pekín (China)    | Medalla de oro   | 81 kg            |